# Lua (rivière)
Pour les articles homonymes, voir Lua (homonymie).
La Lua est un affluent de l’Ubangi, lui-même affluent du fleuve Congo en république démocratique du Congo. 

## Géographie
Elle est formée par la confluence des rivières Lua-Dekere et Lua-Vindu. Elle est navigable depuis l’Ubangi jusqu’à Ekuta.

### Affluents
- Lua-Dekere
- Lua-Vindu
- Bari
- Esabe